# Departamentul Caldas
Caldas este un departament al Columbiei cu reședință în Manizales. Are o populație de 968.740 de locuitori și suprafață de 7.888 km². Este numit după geograf și naturalist columbian, Francisco José de Caldas. 